# Suonteenlahti
Suonteenlahti är en sjö i kommunen Hirvensalmi i landskapet Södra Savolax i Finland. Arean är 43 hektar och strandlinjen är 6,38 kilometer lång. Sjön  ingår i Kymmene älvs huvudavrinningsområde.   Den ligger omkring 41 kilometer väster om S:t Michel och omkring 200 kilometer norr om Helsingfors. 